# Obeliskportal
El Obeliskportal constituye el límite oriental del Parque de Sanssouci en Potsdam, Alemania. Siguiendo los planes de Georg von Knobelsdorff Wenzeslaus, Federico el Grande ordenó en 1747 que esta salida del parque se construyera.
El nuevo palacio, construido en una fecha posterior, se encuentra en la línea de visión de la puerta, los dos están conectados por unos 2 km largo de calle principal.
La entrada Obelisco se utilizó en la época de Federico únicamente como una salida del parque. El nombre del palacio está escrito unos pasos más allá del obelisco.